# Lista najstarszych ludzi we Francji
Najstarszą osobą w historii Francji była Jeanne Calment (1875–1997), która przeżyła 122 lata i 164 dni. Jest ona rekordzistką życia ludzkiego. Najdłużej żyjącym mężczyzną  był Marcel Meys (1909–2021), który dożył wieku 112 lat i 156 dni. Najstarszym mężczyzną potwierdzonym przez Gerontologiczną Grupę Badawczą był Maurice Floquet (1894–2006), który przeżył 111 lat i 320 dni. Ponadto na Martynice, czyli departamencie zamorskim Francji 112 lat i 171 dni przeżył Jules Theobald (1909–2021), jednak jego wiek nie został potwierdzony przez żadną z poniżej wymienionych organizacji. Obecnie najstarszą żyjącą obywatelką Francji jest Marie-Rose Tessier (ur. 21 maja 1910), a najstarszym żyjącym mężczyzną jest André Ludwig (ur. 6 czerwca 1912). Dane zostały zweryfikowane przez Gerontologiczną Grupę Badawczą, European Supercentenarian Organisation, lub LongeviQuest.

## Żyjący francuscysuperstulatkowie
| Miejsce | Imię i nazwisko               | Płeć | Data urodzenia       | Wiek            | Miejsce urodzenia                | Miejsce zamieszkania             |
| ------- | ----------------------------- | ---- | -------------------- | --------------- | -------------------------------- | -------------------------------- |
| 1       | Marie-Rose Tessier            | K    | 21 maja 1910         | 115 lat 3 dni   | Kraj Loary                       | Kraj Loary                       |
| 2       | Andrée Bertoletto             | K    | 1 stycznia 1911      | 114 lat 143 dni | Kraj Loary                       | Kraj Loary                       |
| 3       | Marguerite Larmignat          | K    | 9 lutego 1911        | 114 lat 104 dni | Region Centralny-Dolina Loary    | Owernia-Rodan-Alpy               |
| 4       | Andrée Guyon                  | K    | 6 czerwca 1911       | 113 lat 352 dni | Region Centralny-Dolina Loary    | Region Centralny-Dolina Loary    |
| 5       | Marie-Noëlle Duhamel          | K    | 28 kwietnia 1912     | 113 lat 26 dni  | Hauts-de-France                  | Île-de-France                    |
| 6       | Augusta Oteiza                | K    | 3 maja 1912          | 113 lat 21 dni  | Nowa Akwitania                   | Nowa Akwitania                   |
| 7       | André Ludwig                  | M    | 6 czerwca 1912       | 112 lat 352 dni | Île-de-France                    | Kraj Loary                       |
| 8       | Berthe Levaillant             | K    | 16 lipca 1912        | 112 lat 312 dni | Region Centralny-Dolina Loary    | Hauts-de-France                  |
| 9       | Marie-Madeleine Saint-Laurent | K    | 9 sierpnia 1912      | 112 lat 288 dni | Oksytania                        | Oksytania                        |
| 10      | Mireille Brun                 | K    | 18 września 1912     | 112 lat 248 dni | Île-de-France                    | Kraj Loary                       |
| 10      | Estelle Zimmermann            | K    | 18 września 1912     | 112 lat 248 dni | Kraj Loary                       | Oksytania                        |
| 12      | Marie-Louise André            | K    | 16 października 1912 | 112 lat 220 dni | Prowansja-Alpy-Lazurowe Wybrzeże | Prowansja-Alpy-Lazurowe Wybrzeże |
| 13      | Laure Lescouzères             | K    | 19 października 1912 | 112 lat 217 dni | Nowa Akwitania                   | Nowa Akwitania                   |
| 14      | Lucienne Moreau               | K    | 25 października 1912 | 112 lat 211 dni | Region Centralny-Dolina Loary    | Region Centralny-Dolina Loary    |
| 15      | Georgette Huard               | K    | 24 listopada 1912    | 112 lat 181 dni | Normandia                        | Normandia                        |
| 16      | Gisèle Lesieux                | K    | 30 listopada 1912    | 112 lat 175 dni | Île-de-France                    | Hauts-de-France                  |
| 17      | Pierre Pineau                 | M    | 23 lutego 1913       | 112 lat 90 dni  | Kraj Loary                       | Kraj Loary                       |
| 18      | Hélène Gruat                  | K    | 8 marca 1913         | 112 lat 77 dni  | Île-de-France                    | Prowansja-Alpy-Lazurowe Wybrzeże |
| 19      | Solange Demorgny              | K    | 10 marca 1913        | 112 lat 75 dni  | Nowa Akwitania                   | Nowa Akwitania                   |

## 70 najdłużej żyjących Francuzów
osoba żyjąca
     osoba zmarła
     wiek badany
| Miejsce | Imię i nazwisko             | Płeć | Data urodzenia       | Data śmierci         | Wiek             | Miejsce urodzenia                | Miejsce śmierci                  |
| ------- | --------------------------- | ---- | -------------------- | -------------------- | ---------------- | -------------------------------- | -------------------------------- |
| 1       | Jeanne Calment              | K    | 21 lutego 1875       | 4 sierpnia 1997      | 122 lata 164 dni | Prowansja-Alpy-Lazurowe Wybrzeże | Prowansja-Alpy-Lazurowe Wybrzeże |
| 2       | Lucile Randon               | K    | 11 lutego 1904       | 17 stycznia 2023     | 118 lat 340 dni  | Oksytania                        | Prowansja-Alpy-Lazurowe Wybrzeże |
| 3       | Jeanne Bot                  | K    | 14 stycznia 1905     | 22 maja 2021         | 116 lat 128 dni  | Oksytania                        | Oksytania                        |
| 4       | Valentine Ligny             | K    | 22 października 1906 | 4 stycznia 2022      | 115 lat 74 dni   | Hauts-de-France                  | Hauts-de-France                  |
| 5       | Marie Brémont               | K    | 25 kwietnia 1886     | 6 czerwca 2001       | 115 lat 42 dni   | Kraj Loary                       | Kraj Loary                       |
| 6       | Eudoxie Baboul              | K    | 1 października 1901  | 1 lipca 2016         | 114 lat 274 dni  | Gujana Francuska                 | Gujana Francuska                 |
| 7       | Eugénie Blanchard           | K    | 16 lutego 1896       | 4 listopada 2010     | 114 lat 261 dni  | Gwadelupa                        | Saint-Barthélemy                 |
| 8       | Lydie Vellard               | K    | 18 marca 1875        | 17 września 1989     | 114 lat 183 dni  | Kraj Loary                       | Kraj Loary                       |
| 9       | Gabrielle des Robert        | K    | 4 czerwca 1904       | 3 grudnia 2018       | 114 lat 182 dni  | Grand Est                        | Kraj Loary                       |
| 10      | Camille Loiseau             | K    | 13 lutego 1892       | 12 sierpnia 2006     | 114 lat 180 dni  | Île-de-France                    | Île-de-France                    |
| 11      | Anne Primout                | K    | 5 października 1890  | 26 marca 2005        | 114 lat 172 dni  | Algieria Francuska               | Oksytania                        |
| 12      | Honorine Rondello           | K    | 28 lipca 1903        | 19 października 2017 | 114 lat 83 dni   | Bretania                         | Prowansja-Alpy-Lazurowe Wybrzeże |
| 13      | Marie-Louise Taterode       | K    | 17 lipca 1906        | 3 września 2020      | 114 lat 48 dni   | Owernia-Rodan-Alpy               | Owernia-Rodan-Alpy               |
| 14      | Marie Liguinen              | K    | 26 marca 1901        | 2 kwietnia 2015      | 114 lat 7 dni    | Nowa Akwitania                   | Île-de-France                    |
| 15      | Marie-Thérèse Bardet        | K    | 2 czerwca 1898       | 8 czerwca 2012       | 114 lat 6 dni    | Bretania                         | Kraj Loary                       |
| 16      | Olympe Amaury               | K    | 19 czerwca 1901      | 12 maja 2015         | 113 lat 327 dni  | Burgundia-Franche-Comté          | Region Centralny-Dolina Loary    |
| 17      | Luce Maced                  | K    | 2 maja 1886          | 25 lutego 2000       | 113 lat 299 dni  | Gwadelupa                        | Martynika                        |
| 18      | Marcelle Narbonne           | K    | 25 marca 1898        | 1 stycznia 2012      | 113 lat 282 dni  | Algeria Francuska                | Oksytania                        |
| 19      | Clémentine Solignac         | K    | 7 września 1894      | 25 maja 2008         | 113 lat 261 dni  | Owernia-Rodan-Alpy               | Owernia-Rodan-Alpy               |
| 20      | Huguette Masson             | K    | 27 czerwca 1904      | 5 marca 2018         | 113 lat 251 dni  | Kraj Loary                       | Kraj Loary                       |
| 21      | Maria Diaz                  | K    | 22 lutego 1898       | 29 października 2011 | 113 lat 249 dni  | Algeria Francuska                | Reunion                          |
| 22      | Elise Tavan                 | K    | 16 kwietnia 1909     | 11 lipca 2022        | 113 lat 205 dni  | Owernia-Rodan-Alpy               | Owernia-Rodan-Alpy               |
| 23      | Germaine Haye               | K    | 10 października 1888 | 18 kwietnia 2002     | 113 lat 190 dni  | Normandia                        | Normandia                        |
| 24      | Marie-Florentine Jousseaume | K    | 17 czerwca 1907      | 20 grudnia 2020      | 113 lat 186 dni  | Kraj Loary                       | Kraj Loary                       |
| 25      | Marie-Simone Capony         | K    | 14 marca 1894        | 15 września 2007     | 113 lat 185 dni  | Owernia-Rodan-Alpy               | Prowansja-Alpy-Lazurowe Wybrzeże |
| 26      | Marie Louise Berthelot      | K    | 29 lipca 1907        | 16 stycznia 2021     | 113 lat 171 dni  | Kraj Loary                       | Kraj Loary                       |
| 27      | Mathilde Aussant            | K    | 27 lutego 1898       | 23 lipca 2011        | 113 lat 146 dni  | Kraj Loary                       | Region Centralny-Dolina Loary    |
| 28      | Madeleine Chat              | K    | 10 sierpnia 1907     | 14 grudnia 2020      | 113 lat 126 dni  | Burgundia-Franche-Comté          | Burgundia-Franche-Comté          |
| 29      | Julie Montabord             | K    | 17 kwietnia 1906     | 18 lipca 2019        | 113 lat 92 dni   | Martynika                        | Martynika                        |
| 30      | Julia Sinédia-Cazour        | K    | 12 lipca 1892        | 6 października 2005  | 113 lat 86 dni   | Reunion                          | Reunion                          |
| 31      | Elisabeth Collot            | K    | 21 czerwca 1903      | 4 września 2016      | 113 lat 75 dni   | Grand Est                        | Owerania-Rodan-Alpy              |
| 32      | Juliette Bildé              | K    | 30 września 1909     | 13 grudnia 2022      | 113 lat 74 dni   | Nowa Akwitania                   | Nowa Akwitania                   |
| 33      | Marthe Roch                 | K    | 19 sierpnia 1907     | 21 września 2020     | 113 lat 33 dni   | Gwadelupa                        | Gwadelupa                        |
| 34      | Mathilde Lartigue           | K    | 24 marca 1905        | 24 marca 2018        | 113 lat 0 dni    | Oksytania                        | Oksytania                        |
| 35      | Marie-Rose Tessier          | K    | 21 maja 1910         | żyje                 | 115 lat 3 dni    | Kraj Loary                       | Kraj Loary                       |
| 36      | Pauline Chabanny            | K    | 20 sierpnia 1881     | 13 sierpnia 1994     | 112 lat 358 dni  | Region Centralny-Dolina Loary    | Owerania-Rodan-Alpy              |
| 37      | Therese Ladigue             | K    | 15 lutego 1903       | 5 lutego 2016        | 112 lat 355 dni  | Owerania-Rodan-Alpy              | Owerania-Rodan-Alpy              |
| 38      | Jeanne Dumaine              | K    | 19 marca 1886        | 3 stycznia 1999      | 112 lat 290 dni  | Île-de-France                    | Île-de-France                    |
| 39      | Marie Mornet                | K    | 4 kwietnia 1894      | 5 stycznia 2007      | 112 lat 276 dni  | Nowa Akwitania                   | Nowa Akwitania                   |
| 40      | Henriette Bœuf              | K    | 4 listopada 1903     | 23 lipca 2016        | 112 lat 262 dni  | Grand Est                        | Grand Est                        |
| 41      | Joséphine Choquet           | K    | 6 czerwca 1878       | 14 lutego 1991       | 112 lat 253 dni  | Bretania                         | Hauts-de-France                  |
| 42      | Lucie Péré-Pucheu           | K    | 13 sierpnia 1893     | 6 kwietnia 2006      | 112 lat 236 dni  | Nowa Akwitania                   | Nowa Akwitania                   |
| 43      | Gabrielle Ormand            | K    | 24 lutego 1909       | 8 października 2021  | 112 lat 226 dni  | Kraj Loary                       | Île-de-France                    |
| 44      | Mélanie Leblais             | K    | 4 września 1903      | 3 kwietnia 2016      | 112 lat 212 dni  | Kraj Loary                       | Kraj Loary                       |
| 45      | Irénise Moulonguet          | K    | 6 listopada 1900     | 28 maja 2013         | 112 lat 203 dni  | Martynika                        | Martynika                        |
| 46      | Jeanne Chabbert             | K    | 1 sierpnia 1909      | 12 lutego 2022       | 112 lat 193 dni  | Oksytania                        | Oksytania                        |
| 47      | Ilse Weiszfeld              | K    | 16 października 1904 | 22 kwietnia 2017     | 112 lat 188 dni  | Austria                          | Île-de-France                    |
| 48      | Marie-Louise L'Huillier     | K    | 26 czerwca 1895      | 28 grudnia 2007      | 112 lat 185 dni  | Nowa Kaledonia                   | Nowa Kaledonia                   |
| 49      | Marguerite Petit            | K    | 3 lipca 1883         | 21 grudnia 1995      | 112 lat 171 dni  | Grand Est                        | Grand Est                        |
| 50      | Anna Roux                   | K    | 13 lipca 1895        | 25 grudnia 2007      | 112 lat 165 dni  | Nowa Akwitania                   | Nowa Akwitania                   |
| 51      | Marcel Meys                 | M    | 12 lipca 1909        | 15 grudnia 2021      | 112 lat 156 dni  | Owernia-Rodan-Alpy               | Owernia-Rodan-Alpy               |
| 52      | Eugénie Roux                | K    | 24 stycznia 1874     | 20 czerwca 1986      | 112 lat 147 dni  | Burgundia-Franche-Comté          | Burgundia-Franche-Comté          |
| 53      | Yvonne Bory                 | K    | 14 marca 1891        | 7 sierpnia 2003      | 112 lat 146 dni  | Nowa Akwitania                   | Bretania                         |
| 54      | Andrée Bertoletto           | K    | 1 stycznia 1911      | żyje                 | 114 lat 143 dni  | Kraj Loary                       | Kraj Loary                       |
| 55      | Marie-Louise Delefortrie    | K    | 18 maja 1908         | 29 września 2020     | 112 lat 134 dni  | Hauts-de-France                  | Hauts-de-France                  |
| 56      | Jeanne Colas                | K    | 9 czerwca 1886       | 15 października 1998 | 112 lat 128 dni  | Grand Est                        | Burgundia-Franche-Comté          |
| 57      | Marie-Antoinette Radix      | K    | 7 grudnia 1904       | 8 kwietnia 2017      | 112 lat 122 dni  | Owernia-Rodan-Alpy               | Owernia-Rodan-Alpy               |
| 57      | Suzanne Burrier             | K    | 14 marca 1901        | 14 lipca 2013        | 112 lat 122 dni  | Owernia-Rodan-Alpy               | Owernia-Rodan-Alpy               |
| 59      | Agnes Fagoo                 | K    | 19 grudnia 1894      | 12 kwietnia 2007     | 112 lat 114 dni  | Hauts-de-France                  | Hauts-de-France                  |
| 60      | Constance Cariou            | K    | 8 maja 1895          | 29 sierpnia 2007     | 112 lat 113 dni  | Kraj Loary                       | Prowansja-Alpy-Lazurowe Wybrzeże |
| 61      | Mathilde Dupray             | K    | 31 października 1903 | 18 lutego 2016       | 112 lat 110 dni  | Normandia                        | Bretania                         |
| 62      | Henriette Roques            | K    | 8 września 1905      | 20 grudnia 2017      | 112 lat 103 dni  | Oksytania                        | Oksytania                        |
| 63      | Marguerite Bailly           | K    | 6 marca 1907         | 12 czerwca 2019      | 112 lat 98 dni   | Hauts-de-France                  | Grand Est                        |
| 64      | Marguerite Larmignat        | K    | 9 lutego 1911        | żyje                 | 114 lat 104 dni  | Region Centralny-Dolina Loary    | Owernia-Rodan-Alpy               |
| 65      | Celestine Colombeau         | K    | 17 lutego 1884       | 9 maja 1996          | 112 lat 82 dni   | Kraj Loary                       | Kraj Loary                       |
| 66      | Marie-Louise Jeancard       | K    | 5 września 1876      | 25 listopada 1988    | 112 lat 81 dni   | Prowansja-Alpy-Lazurowe Wybrzeże | Prowansja-Alpy-Lazurowe Wybrzeże |
| 67      | Elisabeth Frenoy            | K    | 7 lutego 1907        | 20 kwietnia 2019     | 112 lat 72 dni   | Grand Est                        | Grand Est                        |
| 68      | Augustine Tessier           | K    | 2 stycznia 1869      | 8 marca 1981         | 112 lat 65 dni   | Oksytania                        | Oksytania                        |
| 69      | Paule Bronzini              | K    | 7 lipca 1900         | 29 sierpnia 2012     | 112 lat 53 dni   | Prowansja-Alpy-Lazurowe Wybrzeże | Prowansja-Alpy-Lazurowe Wybrzeże |
| 70      | Mathilde Octavie Tafna      | K    | 16 marca 1895        | 1 maja 2007          | 112 lat 46 dni   | Gwadelupa                        | Gwadelupa                        |

## Najstarsi francuscy mężczyźni
osoba żyjąca
     osoba zmarła
     wiek badany
| Miejsce | Imię i nazwisko   | Data urodzenia       | Data śmierci        | Wiek            | Miejsce urodzenia             | Miejsce śmierci                  |
| ------- | ----------------- | -------------------- | ------------------- | --------------- | ----------------------------- | -------------------------------- |
|         | Jules Theobald    | 17 kwietnia 1909     | 5 października 2021 | 112 lat 171 dni | Martynika                     | Martynika                        |
| 1       | Marcel Meys       | 12 lipca 1909        | 15 grudnia 2021     | 112 lat 156 dni | Owernia-Rodan-Alpy            | Owernia-Rodan-Alpy               |
| 2       | Maurice Floquet   | 25 grudnia 1894      | 10 listopada 2006   | 111 lat 320 dni | Grand Est                     | Prowansja-Alpy-Lazurowe Wybrzeże |
| 3       | André Boite       | 6 grudnia 1910       | 15 lipca 2022       | 111 lat 221 dni | Region Centralny-Dolina Loary | Prowansja-Alpy-Lazurowe Wybrzeże |
| 4       | Emile Fourcade    | 29 lipca 1884        | 29 grudnia 1995     | 111 lat 153 dni | Algieria Francuska            | Owernia-Rodan-Alpy               |
| 5       | Józef Rabenda     | 10 stycznia 1892     | 19 lutego 2003      | 111 lat 40 dni  | Polska                        | Owernia-Rodan-Alpy               |
| 6       | Andre Ludwig      | 6 czerwca 1912       | żyje                | 112 lat 352 dni | Île-de-France                 | Region Centralny-Dolina Loary    |
| 7       | Henri Pérignon    | 14 października 1879 | 18 czerwca 1990     | 110 lat 247 dni | Île-de-France                 | Normandia                        |
| 8       | Alexis Daigneau   | 4 sierpnia 1890      | 3 kwietnia 2001     | 110 lat 242 dni | Nowa Akwitania                | Nowa Akwitania                   |
| 9       | Bernard Delhom    | 9 lipca 1885         | 7 lutego 1996       | 110 lat 213 dni | Nowa Akwitania                | Île-de-France                    |
| 10      | Aime Avignon      | 2 lutego 1897        | 23 sierpnia 2007    | 110 lat 202 dni | Oksytania                     | Oksytania                        |
| 11      | Roger Gouzy       | 23 lipca 1905        | 12 stycznia 2016    | 110 lat 173 dni | Oksytania                     | Oksytania                        |
| 12      | Jean Tailet       | 6 listopada 1866     | 17 marca 1977       | 110 lat 131 dni | Kraj Loary                    | Île-de-France                    |
| 13      | Pierre Pineau     | 23 lutego 1913       | 7 czerwca 2023      | 110 lat 104 dni | Kraj Loary                    | Kraj Loary                       |
| 14      | Louis de Cazenave | 20 października 1897 | 20 stycznia 2008    | 110 lat 96 dni  | Owernia-Rodan-Alpy            | Owernia-Rodan-Alpy               |
| 14      | Lazare Ponticelli | 7 grudnia 1897       | 12 marca 2008       | 110 lat 96 dni  | Włochy                        | Île-de- France                   |
| 16      | Philippe Vocanson | 20 października 1904 | 17 stycznia 2015    | 110 lat 89 dni  | Owernia-Rodan-Alpy            | Owernia-Rodan-Alpy               |
| 17      | Maurice Butty     | 21 października 1912 | 29 grudnia 2022     | 110 lat 69 dni  | Szwajcaria                    | Burgundia-Franche-Comté          |